# Могу-де-Малта
Могу-де-Малта (порт. Mogo de Malta)  —  район (фрегезия) в Португалии,  входит в округ Браганса. Является составной частью муниципалитета  Карразеда-де-Ансьянш. По старому административному делению входил в провинцию Траз-уж-Монтиш и Алту-Дору. Входит в экономико-статистический  субрегион Доуру, который входит в Северный регион. Население составляет 141 человек на 2001 год. Занимает площадь 11,29 км².